# Arly nationalpark
Arly nationalpark är en nationalpark i sydvästra Burkina Faso. Den ligger i regionen Est, i den östra delen av landet, 300 km öster om huvudstaden Ouagadougou. Arly nationalpark ligger 171 meter över havet. Den ansluter till Pendjari nationalpark i Benin i söder och Singoureservatet i väster. Parken utgör en del av komplexet WAP (W-Arli-Pendjari) som utgör ett vidsträckt naturskyddsområde i Benin, Burkina Faso och Niger.
Terrängen runt Arly nationalpark är platt. Runt Arly nationalpark är det ganska glesbefolkat, med 24 invånare per kvadratkilometer. Närmaste större samhälle är Nagaré, 15,0 km öster om Arly nationalpark. Omgivningarna runt Arly nationalpark är en mosaik av jordbruksmark och naturlig växtlighet.

## Djurliv
Arly nationalpark omfattar 760 kvadratkilometer och har en mängd olika habitat, med allt från galleriskogarna längs floderna Arly och Pendjari till savannskogsland och sandstensbergen i Gobnangou. I parken finns omkring 200 elefanter, 200 flodhästar och cirka 100 lejon. Här finns också afrikansk buffel, babianer, röda och gröna apor,
Det förekommer även afrikansk buffel, babianer, röda markattor samt gröna markattor, vårtsvin, vildsvin och olika antiloper såsom västlig hartebeest och hästantilop. Det finns också buskbock, dykarantiloper och ellipsvattenbock.
Nationalparken kan nås via huvudväg N19, via Diapaga (under torrsäsong även via Pama). Arly nationalpark har flera vattenområden, såsom Tounga där det finns ett vattenhål och det finns två vattenområden som ofta töms av uppemot tjugo flodhästar.
Parken var tidigare ett habibat för Afrikansk vildhund, Lycaon pictus, även om denna hunddjur sannolikt utrotades på grund av den växande mänskliga befolkningen och brist på nationellt skydd.

## Världsarvsstaus
24 januari 2012 sattes nationalparken upp på Burkina Fasos tentativa världsarvslista tillsammans med W nationalpark under den gemensamma beteckningen "Nationalparkskomplexet Arly-W"